# ICT専門職大学院
ICT専門職大学院（アイシーティーせんもんしょくだいがくいん）は、日本の教育機関。高度で専門的な能力を持ったICT人材の養成を目的とした専門職大学院のこと。

## ICT専門職大学院一覧

### 国立
なし

### 公立
- 東京都立産業技術大学院大学 産業技術研究科 産業技術専攻 情報アーキテクチャコース
  - 学位：情報システム学修士（専門職）

### 私立
- 京都情報大学院大学 応用情報技術研究科 ウェブビジネス技術専攻
  - 学位：情報技術修士（専門職）
- 神戸情報大学院大学 情報技術研究科 情報システム専攻
  - 学位：情報システム修士（専門職）
- デジタルハリウッド大学大学院 デジタルコンテンツ研究科 デジタルコンテンツ専攻
  - 学位：デジタルコンテンツマネジメント修士（専門職）
- 東海大学専門職大学院 組込み技術研究科 組込み技術専攻 ※2012年度で学生募集停止。同大学院における後継組織については個別記事を参照のこと。
  - 学位：組込み技術修士（専門職）
- 法政大学経営大学院 イノベーション・マネジメント研究科 イノベーション・マネジメント専攻
  - 学位：情報技術修士（専門職）（2009年度入学生まで）、経営情報修士（専門職） ※MBAではあるが、育成する人材像としてITプロフェッショナルを挙げており、情報系の授業も多数開講されている。

上記の専門職大学院のうち、産業技術大学院大学（情報アーキテクチャ専攻）、京都情報大学院大学（ウェブビジネス技術専攻）、神戸情報大学院大学（情報システム専攻）、東海大学専門職大学院（組込み技術専攻）は、産業技術系専門職大学院にも分類される。

## ICT専門職大学院の認証評価機関
- 学校教育法第109条第3項、学校教育法施行令第40条により、「専門職大学院を置く大学は、当該専門職大学院の教育課程、教員組織等その他教育研究活動の状況について、5年以内ごとに認証評価を受けなければならない。」とされている。文部科学大臣が認証した認証評価機関による評価、または、他の方法での第三者評価を受審することが義務付けられている。
- 授与する学位名称が「情報技術修士（専門職）」、「情報システム学修士（専門職）」、「情報システム修士（専門職）」、「組込み技術修士（専門職）」の専攻（産業技術系専門職大学院）については、2010年度から一般社団法人日本技術者教育認定機構（JABEE）による認証評価を受審することが可能である。2009年度以前は該当専攻において文部科学大臣が認証した認証評価機関が無かったため、開校5年を迎えた京都情報大学院大学は、産業界や学術分野の外部の者からなる第三者評価委員会による認証評価、神戸情報大学院大学は一般社団法人情報処理学会の「IT専門職大学院の認証評価モデルの研究開発事業」による認証評価を受審した。
- 授与する学位名称が「経営情報修士（専門職）」の専攻においては、MBAの認証評価機関である財団法人大学基準協会、特定非営利活動法人ABEST21による認証評価を受審することが可能である。
- 授与する学位名称が「デジタルコンテンツマネジメント修士（専門職）」の専攻においては、該当専攻において文部科学大臣が認証した認証評価機関が無い。そのため、2008年に開校5年を迎えたデジタルハリウッド大学大学院は、デジタル分野やメディアの専門家を中心とした外部評価委員会による認証評価を受審した。
- これまでに認証評価を受審したICT専門職大学院は、開校順に京都情報大学院大学（ウェブビジネス技術専攻）、デジタルハリウッド大学大学院（デジタルコンテンツ専攻）、法政大学経営大学院（イノベーション・マネジメント専攻）、神戸情報大学院大学（情報システム専攻）、産業技術大学院大学（情報アーキテクチャ専攻）である。いずれも学校教育法に基づく専門職大学院の基準に合致していると認定されている。今後、東海大学専門職大学院（組込み技術専攻）も認証評価で適合と認定されれば、日本のすべてのICT専門職大学院が学校教育法に基づく専門職大学院の基準に合致しているということになる。
- 上記のうち、文部科学大臣が認証した認証評価機関による評価を受審したICT専門職大学院は、法政大学経営大学院（イノベーション・マネジメント専攻）、東京都立産業技術大学院大学（情報アーキテクチャ専攻）の2専攻である。専門職大学院の認証評価機関の整備も整いつつあり、ICT専門職大学院にかかわらず、今後、文部科学大臣が認証した認証評価機関による評価を受ける専門職大学院は増えていく予定である。